# Відкритий чемпіонат США з тенісу 2022
Відкритий чемпіонат США з тенісу 2022 проходив із 29 серпня до 11 вересня 2022 року на відкритих кортах Тенісного центру імені Біллі Джин Кінг у парку Флашинг-Медоуз у районі Нью-Йорка Квінз. Це четвертий турнір Великого шолома календарного року.
Титули чемпіонів США в одиночному розряді у чоловіків та жінок захищали Данило Медведєв та Емма Радукану.

## Огляд подій та досягнень
Серед одиночників чоловіків чемпіонат виграв іспанець Карлос Алькарас, для якого це перший титул Великого шолома.
У жіночому одиночному розряді перемогла полька Іга Швйонтек, для якої це третій виграний грендслем.
У парному чоловічому розряді американо-братанський дует  Раджив Рам /  Джо Солсбері захистив свій титул. Для обох це друга перемога на чемпіонаті США, третя перемога у мейджорах у чоловічому парному розряді та п'ятий грендслем, враховуючи по дві звитяги у міксті.
Серед жіночих пар чемпіонками стали чешки Барбора Крейчикова та Катержина Сінякова. Чеська пара виграла чемпіонат США вперше, а оскільки вони вже вигравали три інші мейджори, Олімпійські ігри та завершальний турнір року, ця перемога дзволила їм завершити кар'єрний супер шолом. Для обох тенісисток це шостий виграний турнір Великого шолома у парному розряді, крім того Крейчикова має в своєму активі три виграні грендслеми у міксті та один виграний мейджор в одиночному розряді.
У міксті чемпіонами США стали австралійці Сторм Сендерс та Джон Пірс. Для Сендерс це перший виграний мейджор, Пірс уже був чемпіоном Австралії в чоловічому парному розряді.

## Результати фінальних матчів

### Дорослі
| Одиночний розряд. Чоловіки (Докладніше) |                                      |                         |
| Карлос Алькарас                         | Каспер Руд                           | 6–4, 2–6, 7–6(7–1), 6–3 |
|                                         |                                      |                         |
| Одиночний розряд. Жінки (Докладніше)    |                                      |                         |
| Іга Швйонтек                            | Онс Жабер                            | 6–2, 7–6(7–5)           |
|                                         |                                      |                         |
| Парний розряд. Чоловіки (Докладніше)    |                                      |                         |
| Раджив Рам Джо Солсбері                 | Веслі Колгоф Ніл Скупскі             | 7–6(7–4), 7–5           |
|                                         |                                      |                         |
| Парний розряд. Жінки (Докладніше)       |                                      |                         |
| Барбора Крейчикова Катержина Сінякова   | Кейті Макнеллі Тейлор Таунсенд       | 3–6, 7–5, 6–1           |
|                                         |                                      |                         |
| Змішаний парний розряд (Докладніше)     |                                      |                         |
| Сторм Сендерс Джон Пірс                 | Кірстен Фліпкенс Едуар Роже-Васселен | 4–6, 6–4, [10–7]        |

### Юніори
| Одиночний розряд. Хлопці       |                                       |                    |
| Мартін Ландалусе               | Жиль-Арно Байї                        | 7–6(7–3), 5–7, 6–2 |
|                                |                                       |                    |
| Одиночний розряд. Дівчата      |                                       |                    |
| Алекс Еала                     | Луціє Гавлічкова                      | 6–2, 6–4           |
|                                |                                       |                    |
| Парний розряд. Хлопці          |                                       |                    |
| Озан Баріс Нішеш Басаваредді   | Ділан Дітріх Хуан Карлос Прадо Ангело | 6–1, 6–1           |
|                                |                                       |                    |
| Парний розряд. Дівчата         |                                       |                    |
| Луціє Гавлічкова Діана Шнайдер | Кароліна Куль Елла Зайдель            | 6–3, 6–2           |
|                                |                                       |                    |